# Loammi (Vorname)
Loammi (hebr.: לֹ֣א עַמִּ֔י, Lo-Ammi) ist ein männlicher Vorname biblischen Ursprungs. Er stammt aus dem Buch des Propheten Hosea (Hos 1,9).

## Namensträger
- Loammi Baldwin (1744/1745–1807), US-amerikanischer Ingenieur, Politiker sowie Oberst im Amerikanischen Unabhängigkeitskrieg